# 原宏之
原 宏之（はら ひろゆき、1969年12月3日 -2021年6月21日）は、フランス哲学者、明治学院大学教授。

## 人物・来歴
神奈川県生まれ。パリ第10大学人文学科群博士課程中退。東京大学大学院総合文化研究科言語情報科学博士課程中退、2008年「言語態分析 コミュニケーション的思考の転換」で学術博士。2002年明治学院大学専任講師。2005年助教授、07年准教授、2013年教授。専攻は人文学（日仏の表象メディア論・思想史）。「教養」をキーワードに教育、市民、研究などの活動に従事。

## 著書
- 『〈新生〉の風景 ロラン・バルト、コレージュ・ド・フランス講義』冬弓舎 文学機械 2002
- 『バブル文化論 〈ポスト戦後〉としての一九八〇年代』慶應義塾大学出版会 2006
- 『言語態分析 コミュニケーション的思考の転換』慶應義塾大学出版会 2007
- 『表象メディア論講義 正義篇』慶應義塾大学出版会 2008
- 『世直し教養論』ちくま新書 2010
- 『後期近代の哲学 1　後期近代の系譜学』書肆水月, 2021.4

### 翻訳
- ジャック・デリダ,ベルナール・スティグレール『テレビのエコーグラフィー デリダ〈哲学〉を語る』NTT出版 2005
- グレアム・アレン『ロラン・バルト』青土社 シリーズ現代思想ガイドブック 2006
- ブノワ・ペータース『デリダ伝』大森晋輔共訳 白水社 2014